# Požární ucpávka
Požární ucpávka je způsob dotěsnění instalace, která prochází požárně dělicí konstrukcí.
Při těsnění požárních ucpávek je nutné dodržovat legislativní požadavky, jež vycházejí z platných norem (ČSN EN 73 08 a dalších souvisejících předpisů). Dotěsnění instalací dle normy není vždy možné z důvodu rozmístění instalací. Tyto požadavky na vzájemnou vzdálenost instalací blíže určují příslušné normy.
Pokud nelze dotěsnit instalaci podle normy tak, aby byla beze zbytku splněna všechna její kritéria, pak je tu druhá možnost, a to těsnění podle technologie výrobce (HILTI, WALRAVEN, DUNAMENTI, PROMAT a další). Při jejich provádění je nutné pečlivě dodržovat technologii zvoleného těsnicího systému, kterou určuje sám výrobce tohoto systému.
Jelikož protipožární ucpávky jsou považovány za požárně bezpečnostní zařízení pro omezení šíření požáru podle § 2 odst. (4) písm. f) vyhlášky č. 246/2001 Sb., je nutné dle této vyhlášky provádět pravidelné kontroly provozuschopnosti ve lhůtě 1× ročně.